# جون وليامز (مقدم برامج إذاعية)
جون وليامز (بالإنجليزية: John Williams)‏ هو مقدم برامج إذاعية أمريكي، ولد في 19 أكتوبر 1959 في شيكاغو في الولايات المتحدة.